# Date Tanemune
Date Tanemune est un nom japonais traditionnel ; le nom de famille (ou le nom d'école), Date, précède donc le prénom (ou le nom d'artiste).
Date Tanemune (伊達 稙宗, 1488-16 juillet 1565) est un daimyo de la période Sengoku. Fils de Date Hisamune, il dirige le clan Date de 1514 jusqu'à sa mort, et est nommé shugo de la province de Mutsu en 1522. Il rédige en 1536 le code de la famille Date, le Jinkaishū. Peu après, il intervient dans un conflit interne de la famille Osaki et la place sous sa coupe en lui donnant son second fils pour héritier. En 1542, Tanemune annonce son intention de faire adopter son troisième fils, Sanemoto, par le clan Uesugi, ce à quoi s'oppose son ainé et héritier, Harumune. La querelle s'intensifie jusqu'à aboutir à la division puis au conflit appelé « tenbun no ran » dans lequel des vassaux Date et des clans voisins se joignent au père ou au fils. Quoique Tanemune prend l'avantage initial, Harumune s'aide des clans Sōma et Ashina pour renverser la tendance, et en 1548, demander l'abdication de Terumune.

## Source de la traduction
- (en) Cet article est partiellement ou en totalité issu de l’article de Wikipédia en anglais intitulé « Date Tanemune » (voir la liste des auteurs).